# Las cartas
Las cartas es una novela epistolar del escritor estadounidense John Barth. 
Siete personajes, entre los que se incluye el autor, intercambian el valor de una novela de cartas durante siete meses en 1969, un tiempo de revolución que recuerda la primera revolución de Estados Unidos en el siglo XVIII, el apogeo del género epistolar. 
Trata sobre la naturaleza de la revolución y de la renovación, la rebelión y la repromulgación, tanto en lo privado y como en lo público. Es también una meditación sobre la novela misma.